# Kirchbach-Zerlach
Kirchbach-Zerlach osztrák község Stájerország Délkelet-stájerországi járásában. 2017 januárjában 3260 lakosa volt. 

## Elhelyezkedése

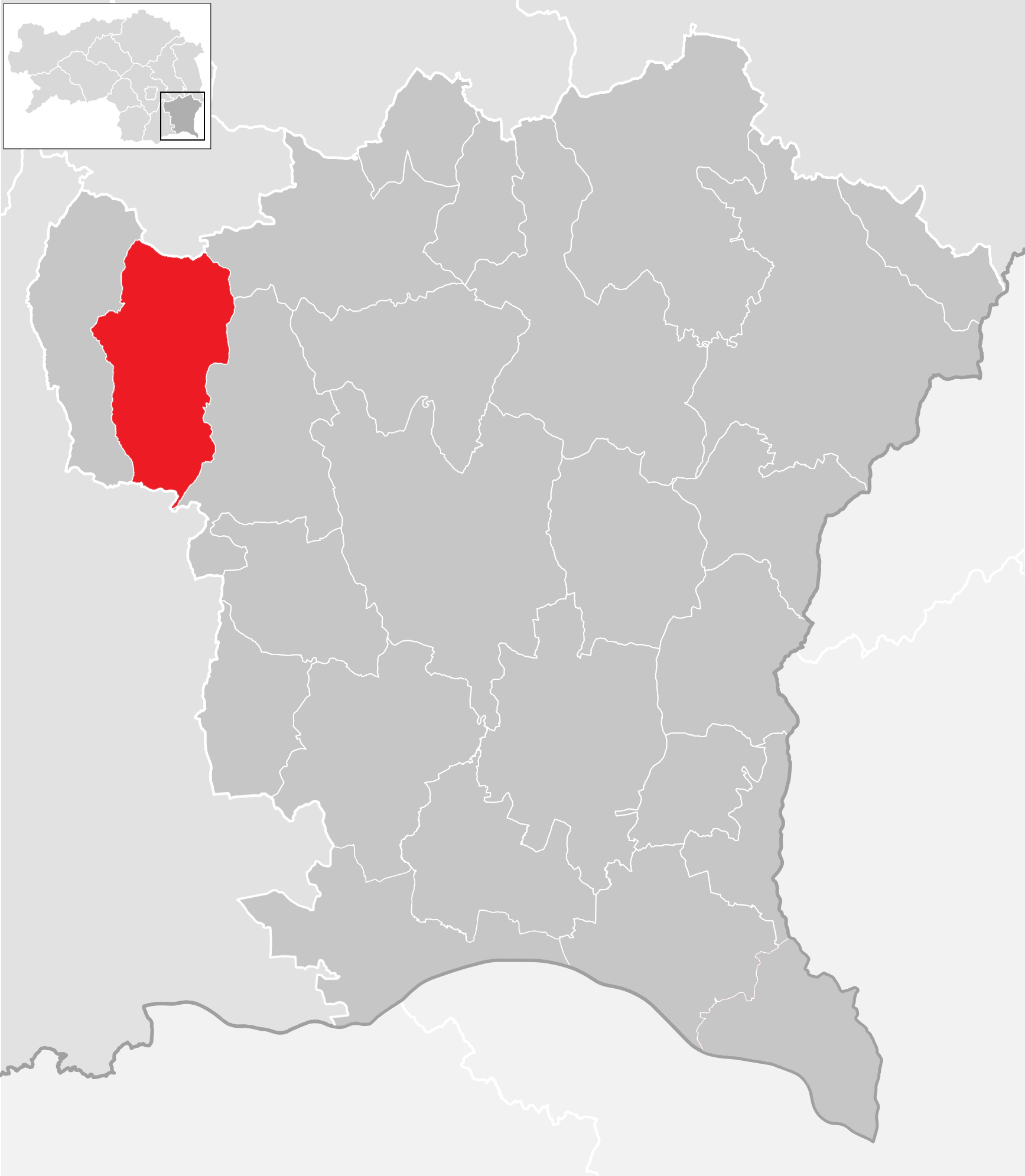
Kirchbach-Zerlach a Délkelet-stájerországi járásban

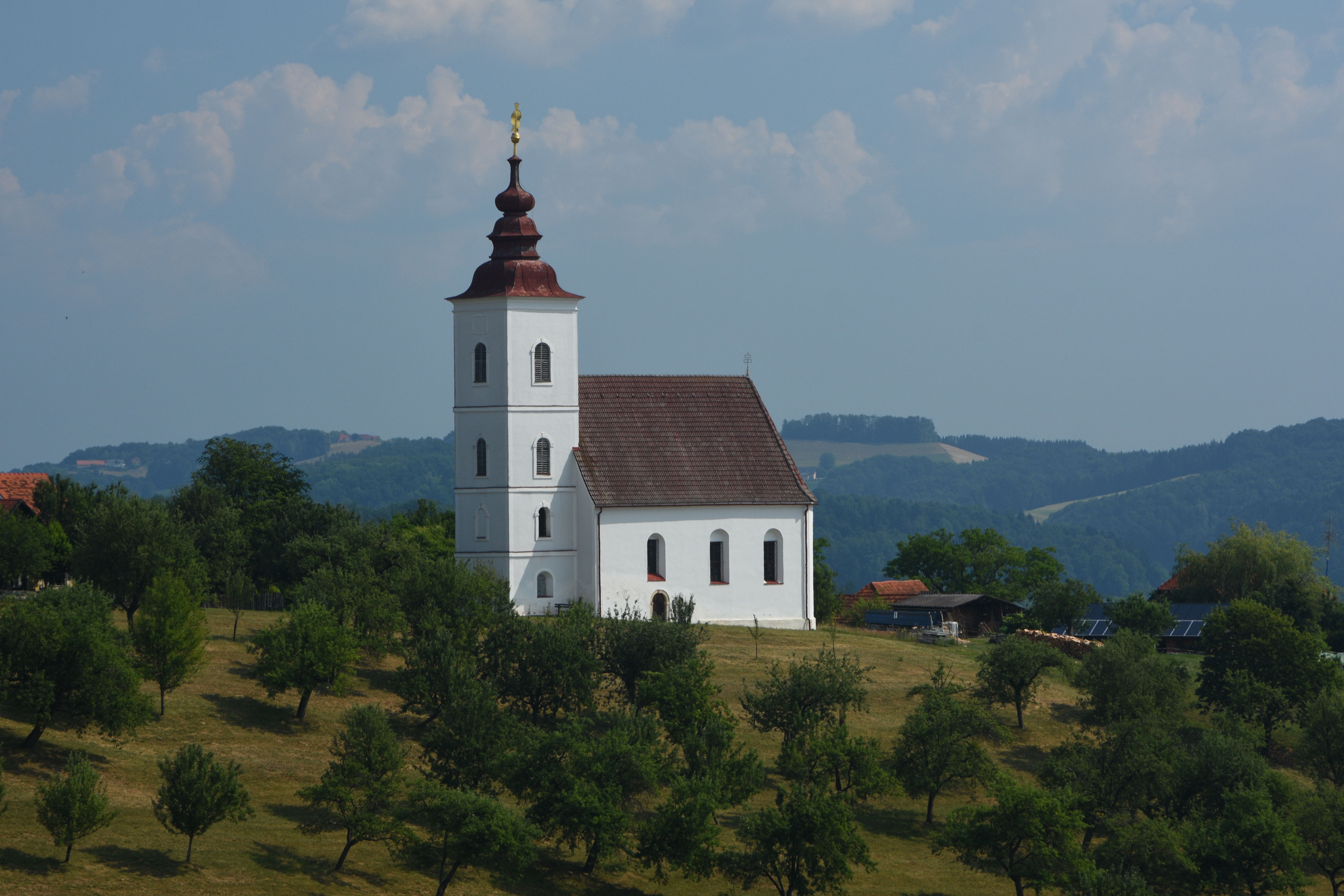
A Szt. Anna-templom

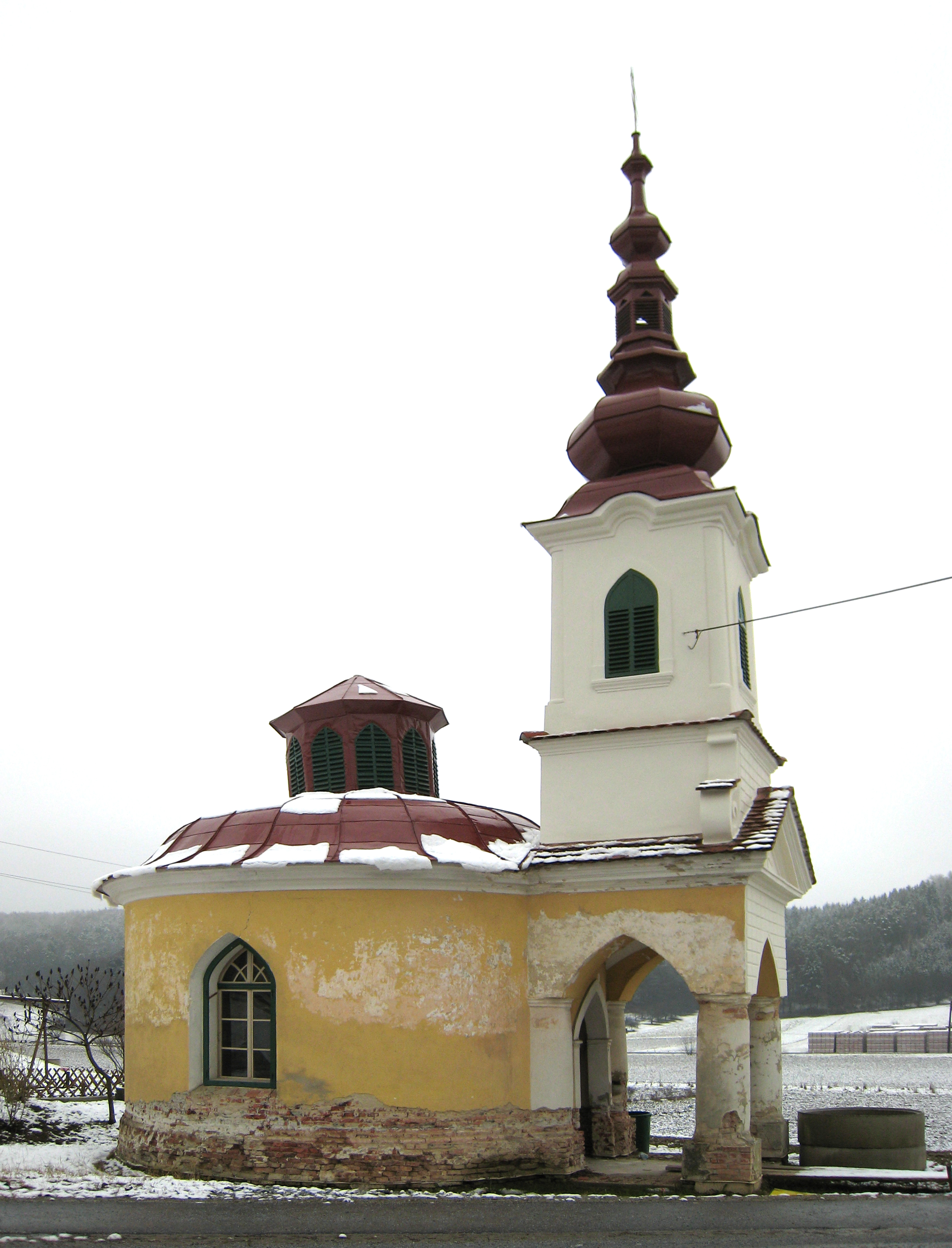
Dörfla kápolnája

Kirchbach-Zerlach a Kelet-Stájerország régióban, a Kelet-stájer dombságon fekszik, a Schwarzau folyó mentén, kb. 23 km-re délkeletre Graztól. A Graz és Leibnitz közötti B73-as főút (ún, Kirchbacher Straße) mind Kirchbachon, mind Zerlachon áthalad. Az önkormányzat 3 katasztrális községben (Kirchbach in Steiermark, Zerlach, Ziprein) 12 települést egyesít: Breitenbuch (410 lakos), Dörfla (458), Glatzau (229), Kirchbach in Steiermark (853), Kittenbach (84), Kleinfrannach (180), Maierhofen (119), Maxendorf (190), Tagensdorf (19), Weißenbach (160), Zerlach (375), Ziprein (158).
A környező önkormányzatok: északkeletre Kirchberg an der Raab, keletre Sankt Stefan im Rosental, délre Schwarzautal, nyugatra Pirching am Traubenberg, északra Sankt Marein bei Graz.

## Története
Az önkormányzat a 2015-ös stájerországi közigazgatási reform során jött létre az addig önálló Kirchbach in Steiermark és Zerlach községek egyesülésével.  
Kirchbachot először 1240-ben említik. A falu első lakói szlávok voltak, akik mellé a földesurak előbb frank, majd bajor telepeseket hozattak. Utóbbiak főleg a településen áthaladó út mentén éltek (tipikus útifalut hozva létre), míg a szlávok inkább a környező dombságon laktak. 1256-ban Ulrik seckaui püspök elzálogosította a falut Gundacker von Gleitsownak; de már 1260-ban Bernhard püspök visszaváltotta. 
1932-ben Kirchbach mezővárosi státuszt kapott. 
Zerlach első említése az 1220-as Babenberg-urbáriumhoz köthető. A helybeli parasztok a környező dombságon főleg mákot, borsót, lent és szőlőt termesztettek. A feudális kötöttségek alól az 1848-as bécsi forradalom következtében szabadultak fel; ekkor alakult meg a községi önkormányzat is. 

## Lakosság
A Kirchbach-Zerlach-i önkormányzat területén 2017 januárjában 3260 fő élt. A lakosságszám 2001-ben érte a csúcsát 3395 fővel, azóta csökkenő tendenciát mutat. 2015-ben a helybeliek 97,4%-a volt osztrák állampolgár; a külföldiek közül 0,7% a régi (2004 előtti), 1,6% az új EU-tagállamokból érkezett. 2001-ben Kirchbachban a lakosok 94,5%-a (Zerlachban 97,6%) római katolikusnak, 1% (0,7%) evangélikusnak, 2,4% (1,3%) pedig felekezet nélkülinek vallotta magát. Ugyanekkor 4 magyar élt Kirchbachban (Zerlachban egy sem).

## Látnivalók
- a Keresztelő Szt. János-plébániatemplom eredetileg 15. századi késő gótikus épület, amelyet 1830-36-ban kibővítettek. Belső tere nagyrészt késő barokk.
- a Szt. Anna-plébániatemplom 1656-ban épült, a 19. században kibővítették. Berendezése 1721-ből származik.
- a Waldegg-kastély
- Zerlach kápolnája
- Glatzau kápolnája
- Dörfla kápolnája

## Fordítás
- Ez a szócikk részben vagy egészben  a   Kirchbach-Zerlach című német Wikipédia-szócikk ezen változatának fordításán alapul.  Az eredeti cikk szerkesztőit annak laptörténete sorolja fel. Ez a jelzés csupán a megfogalmazás eredetét és a szerzői jogokat jelzi, nem szolgál a cikkben szereplő információk forrásmegjelöléseként.